# 骅西街道
骅西街道，是中华人民共和国河北省沧州市黄骅市下辖的一个乡镇级行政单位。

## 行政区划
骅西街道下辖以下地区：
春蕾社区、盐场社区、安居社区、中心路社区、建设大街社区、金盾社区和开发区社区。